# 出石

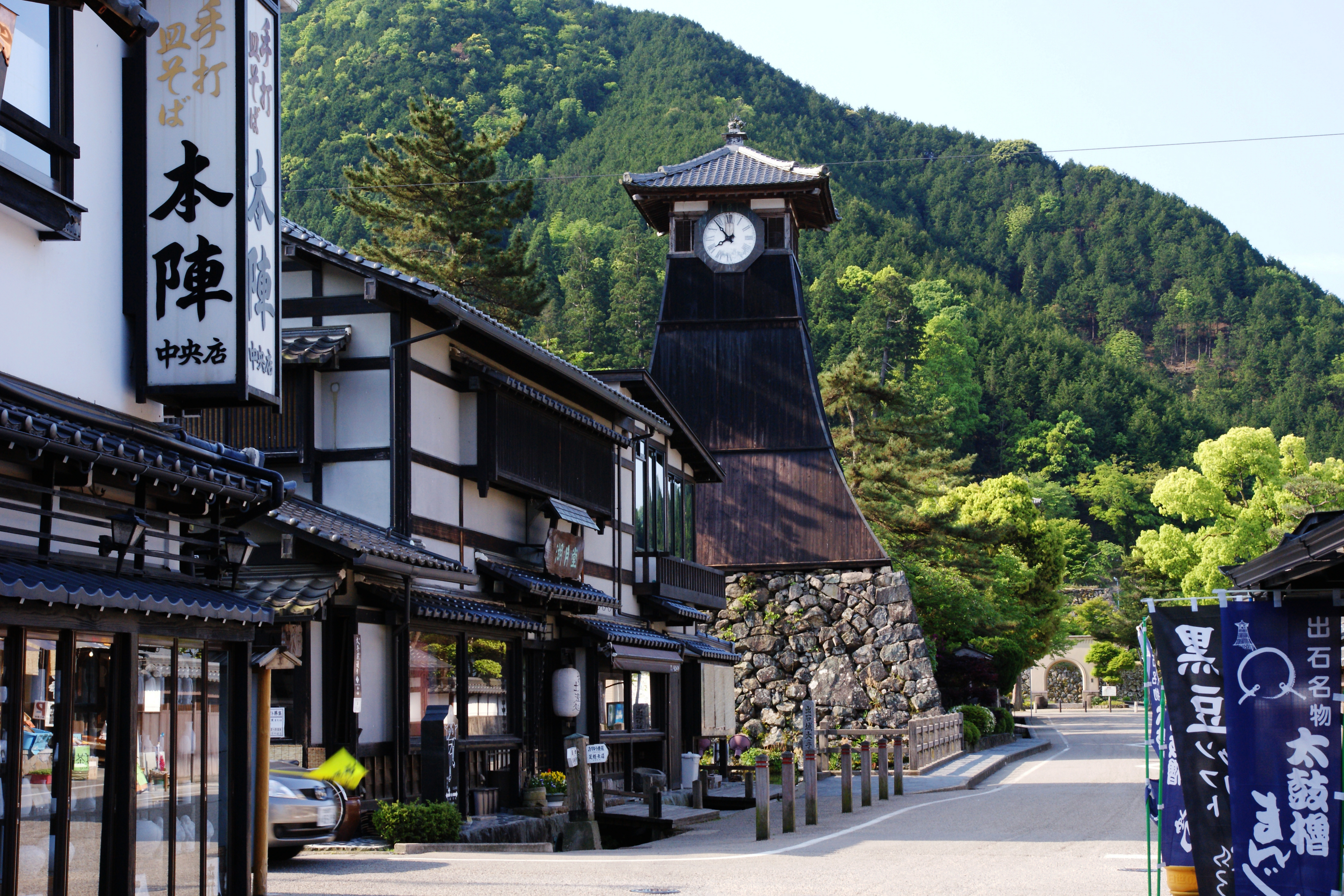
大手前通り、辰鼓楼

出石（いずし）は、兵庫県豊岡市にある地区で、かつての出石城の城下町。豊岡市出石伝統的建造物群保存地区の名称で国の重要伝統的建造物群保存地区として選定されている。

## 地理
兵庫県北部の但馬地方の東部、豊岡市の南東部の周囲を山に囲まれた盆地で、有子山の南麓、出石川と谷山川との合流部の東南に位置する。

## 歴史
室町時代、守護大名山名氏の居城であった有子山城の南麓に慶長9年（1604年）、外様大名小出吉英により出石城とその城下町が築かれた。江戸時代は仙石家の城下町となって発展した。江戸時代三大お家騒動の仙石騒動の舞台である。
1876年（明治9年）の大火により80％以上の建造物を焼失したが町割は文化7年（1810年）の絵図の状態がほぼ完全に残り、そこに建設された明治時代の寺院や町家、および焼失を免れた武家屋敷や社寺が現存し、近世後期の城下町の歴史的風致を今日に伝えている。
近代以降も出石郡における行政経済の中心地であった。そのため建替えが多く、1987年に最初の県指定景観形成地区に指定された後も古建築の改廃が絶えないため、重要伝統的建造物群保存地区選定の申し出（平成19年文部科学大臣選定）をするなど、景観の保護を法的に強化している。

## 豊岡市出石伝統的建造物群保存地区データ

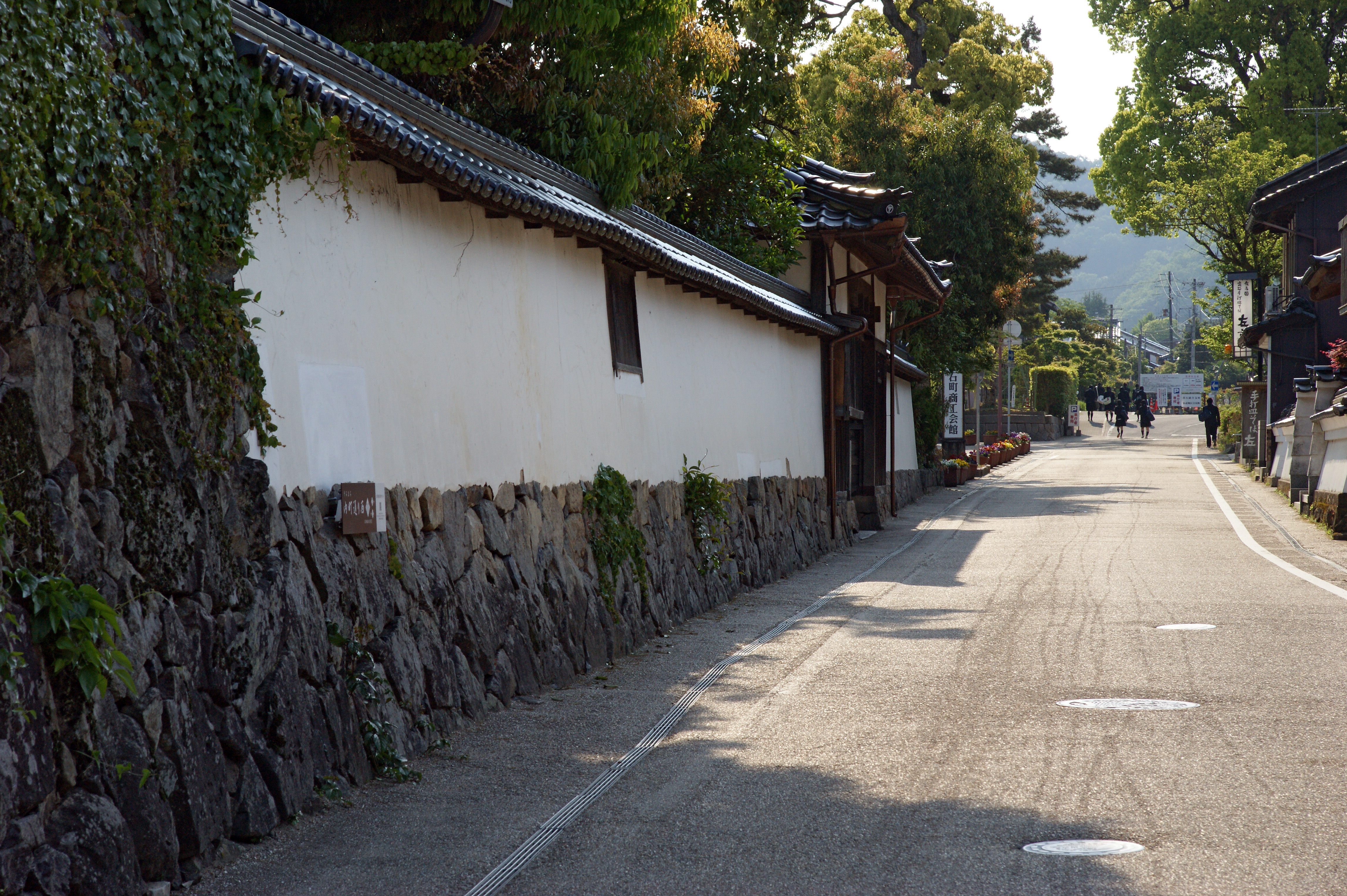
内町通り

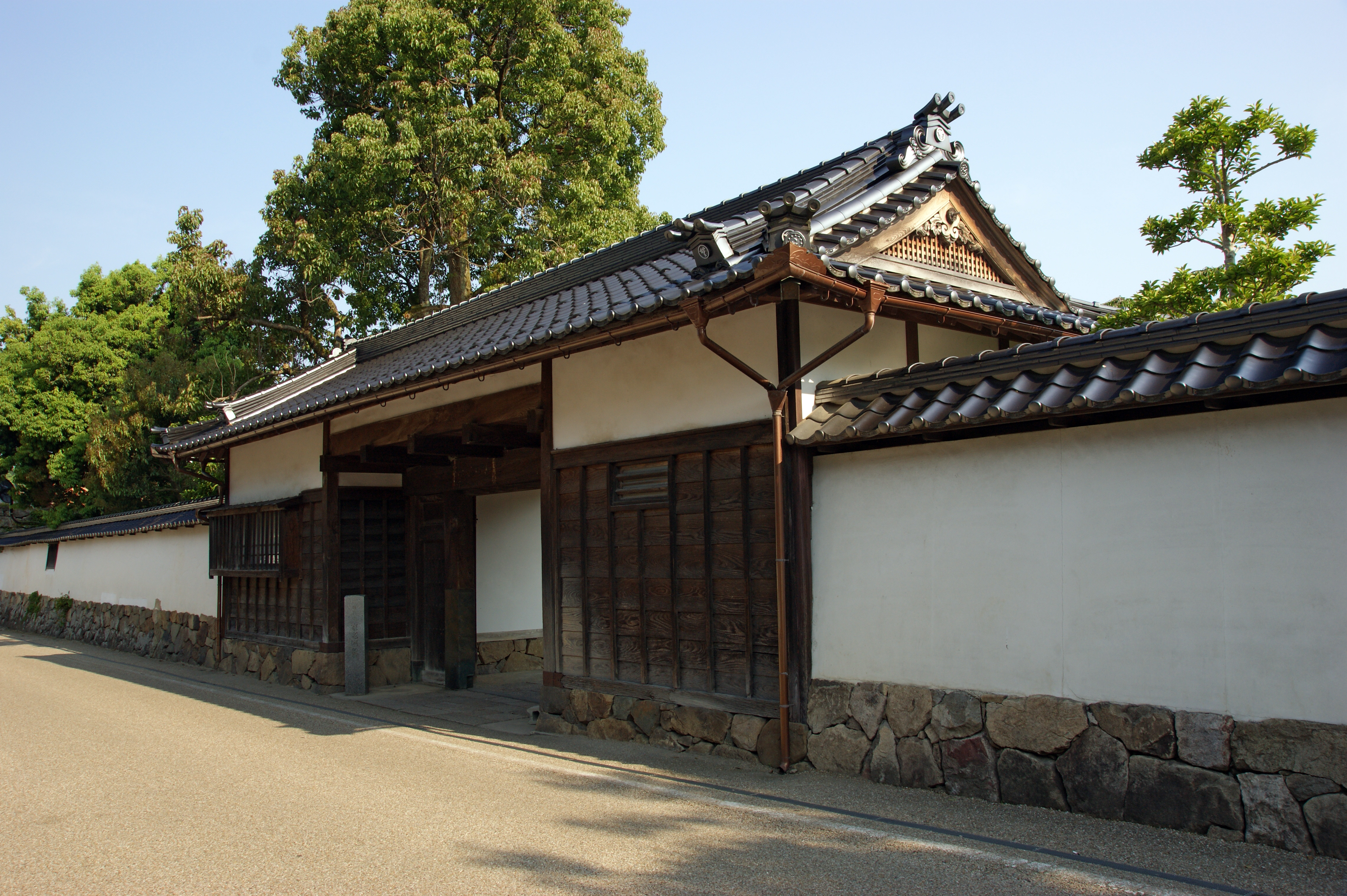
家老屋敷長屋門

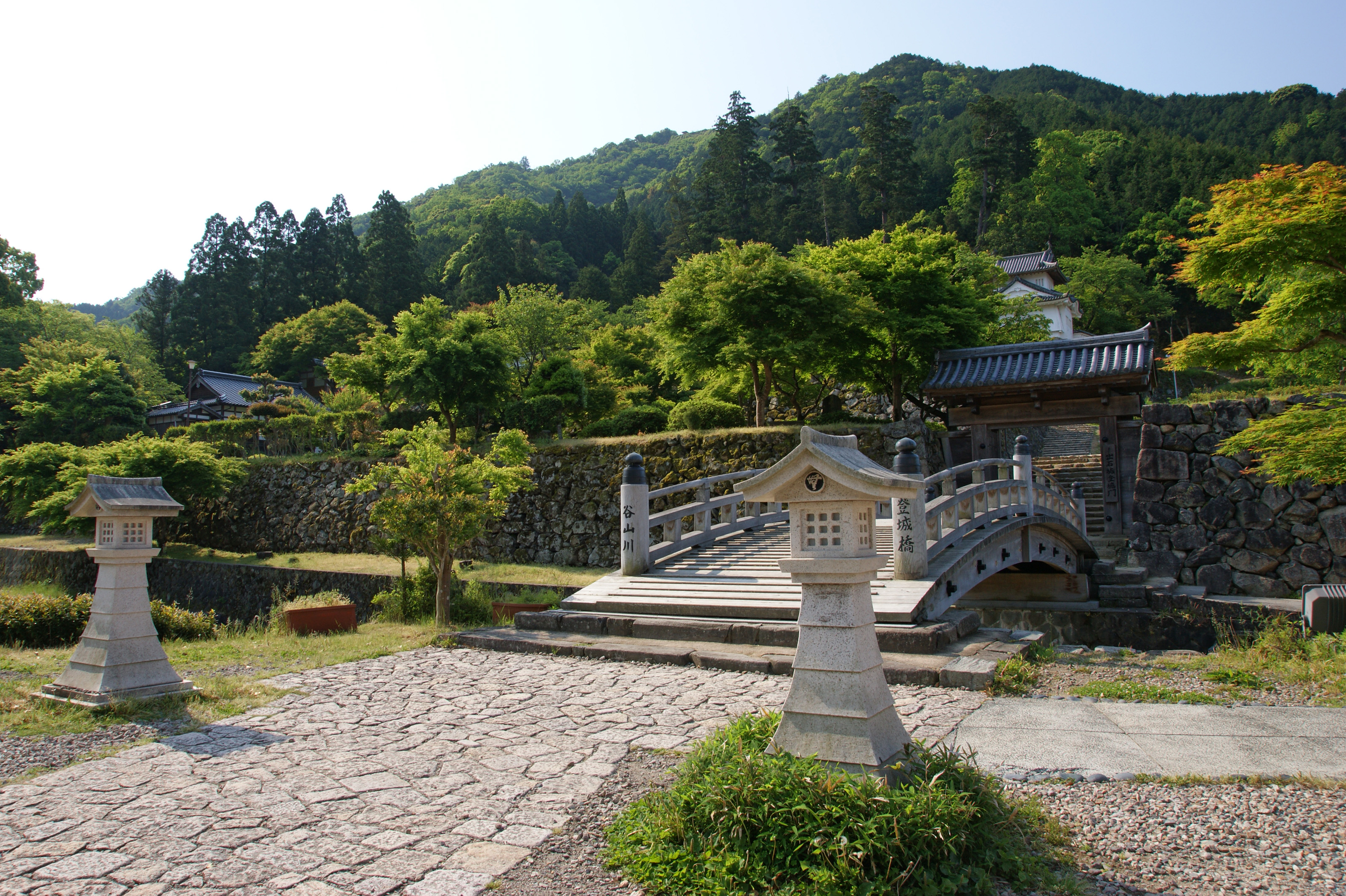
登城橋、後方に出石城跡

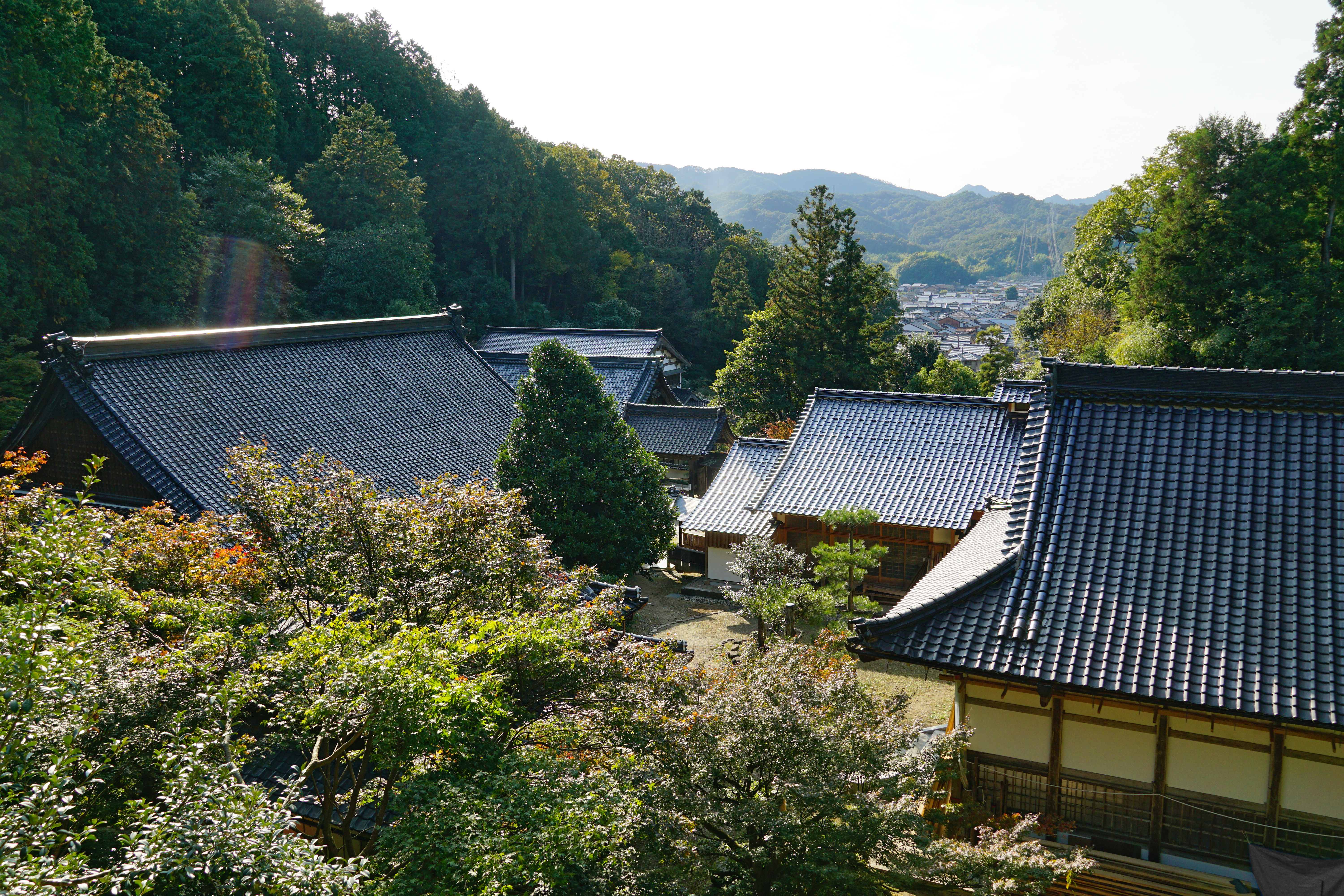
宗鏡寺

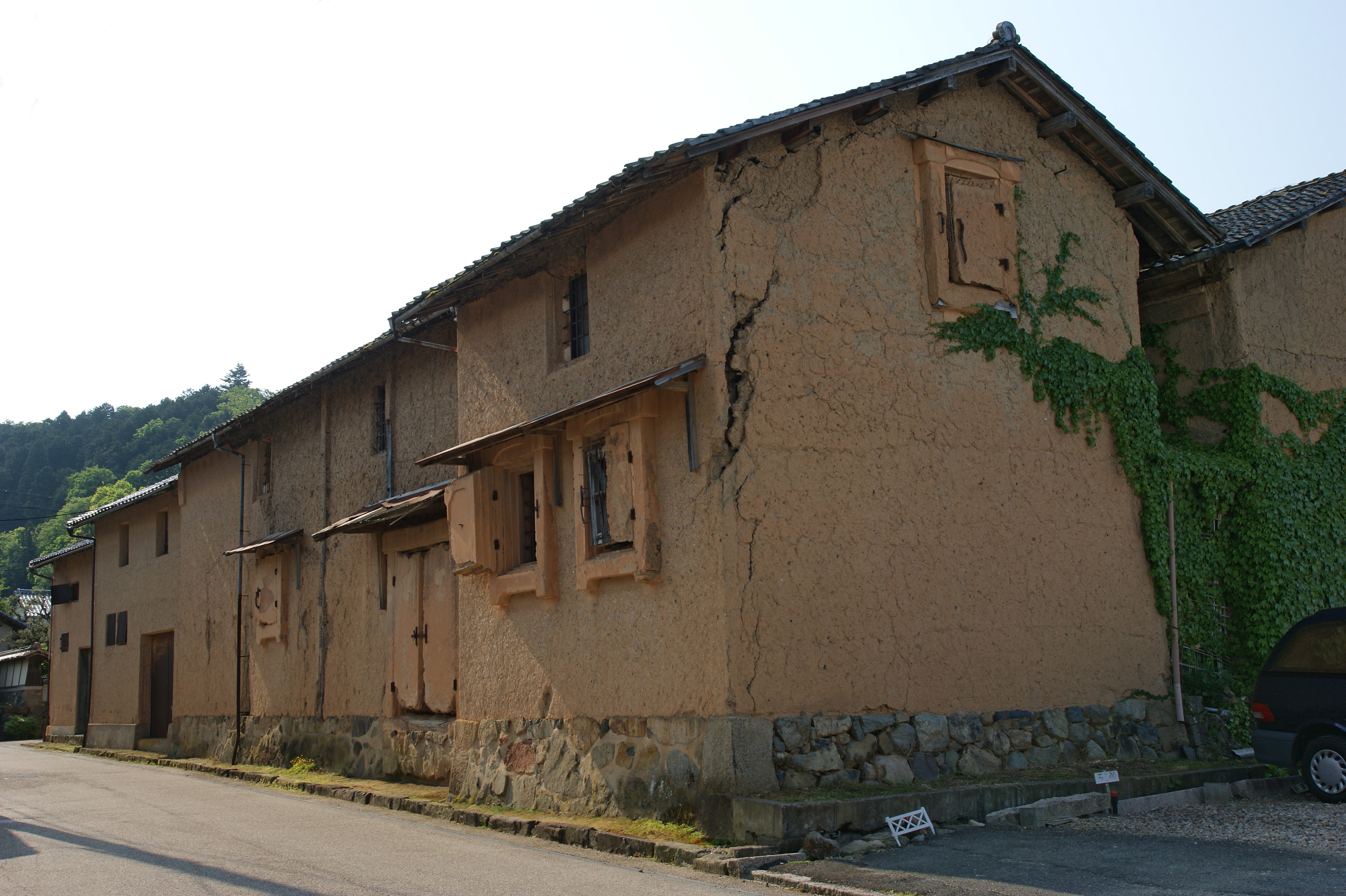
江戸時代中期築の酒蔵

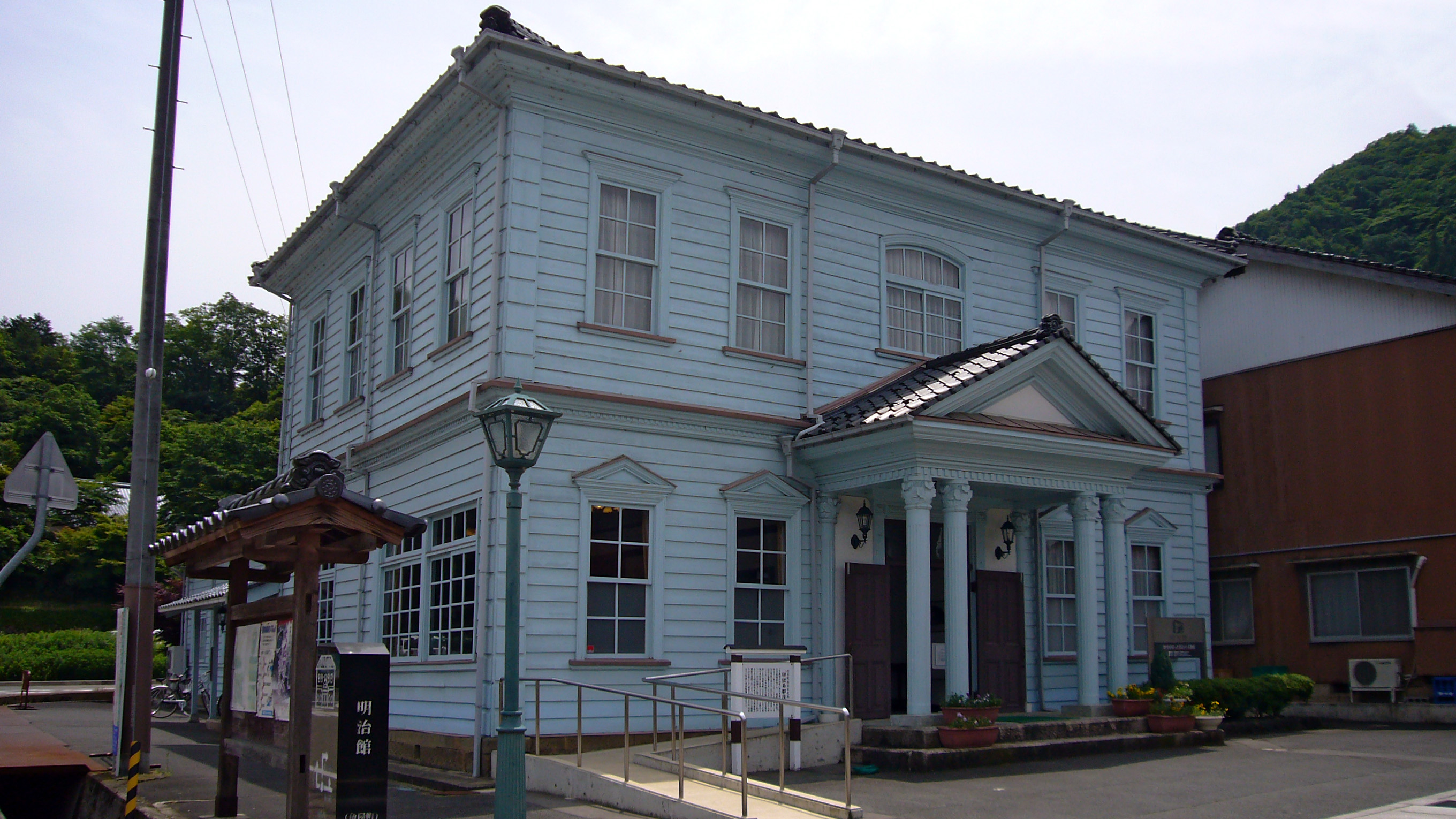
明治館

- 所在地 - 兵庫県豊岡市出石町材木、八木及び本町の全域並びに魚屋、内町、宵田、田結庄、東條、小人、柳、入佐及び伊木の各一部
- 面積 - 約23.1ヘクタール（南北約600m、東西約620m、近世の出石城下町の町人地の大部分と旧武家地の一部の範囲）
- 重要伝統的建造物群保存地区 平成19年12月4日選定[1][2][3][4]

## 主な施設
- 辰鼓楼 - 日本で二番目に古い時計塔
- 有子山城跡 - 国の史跡
- 出石城跡
  - 有子山稲荷神社
  - 感応殿
  - 諸杉神社 - 延喜式内社。出石城の守護神
- 出石家老屋敷 - 仙石左京の屋敷跡
- 出石史料館 - 豪商の旧邸を使用した歴史博物館。兵庫県住宅百選の一つ
- 明治館 - 明治時代初期築の旧出石郡役所
- 伊藤清永美術館 - 洋画家伊藤清永の個人美術館
- 永楽館 - 近代和風の劇場建築。現地に現存する劇場としては日本最古
- 酒蔵 - 出石酒造の酒蔵。江戸時代中期（1700年代）築
- おりゅう灯籠 - かつての船着場の灯台
- 願成寺 - 山門前の木彫像が有名
- 宗鏡寺 - 沢庵ゆかりの寺院
- 経王寺 - 仙石久行の墓所
- 入佐山公園
- 石部神社 - 延喜式内社。摂社に但馬国皇太神宮
- 見性寺 - 木造毘沙門天立像（国の重要文化財）所蔵
- 武家長屋資料館 - 江戸時代末期に建設された下級武士の住居
- 加藤弘之生家

## その他
- 1997年公開の梅艶芳（アニタ・ムイ）主演の香港ドラマ「三誓盟」のロケ地は神戸、京都と出石である。
- 「城下町出石お寺巡りのみち」として美しい日本の歩きたくなるみち500選に入選[5]
- 洋学者で後に会津藩士となった川崎尚之助の出生地である[6]。

## 周辺
- 静思堂 - 政治家斎藤隆夫の記念館
- 出石神社 - 但馬国一ノ宮
- 出石古代学習館
- 此隅山城跡 - 国の史跡
- 総持寺
- 出石温泉館「乙女の湯」
- ひぼこホール

## 交通
- 山陰本線・京都丹後鉄道の豊岡駅もしくは山陰本線八鹿駅から全但バス「出石」行きで約30分、終点下車。